# فرانك ويثرو
فرانك ويثرو (بالإنجليزية: Frank Withrow)‏ هو لاعب كرة قاعدة أمريكي، ولد في 14 يونيو 1891 في غرينوود في الولايات المتحدة، وتوفي في 5 سبتمبر 1966 في أوماها في الولايات المتحدة.

## وصلات خارجية
- فرانك ويثرو على موقعبيزبول رفرنس.كوم (الدوري الرئيسي) (الإنجليزية)
- فرانك ويثرو على موقعبيزبول رفرنس.كوم (الدوري الثانوي) (الإنجليزية)